# Стрибки у воду на Чемпіонаті Європи з водних видів спорту 2022 — командні змагання
Змагання зі командних стрибків у воду на Чемпіонаті Європи з водних видів спорту 2022 відбулись 15 серпня.

## Результати[2]
| Rank | Nation          | Divers                                                                              | Points | Points | Points | Points | Points | Points | Points |
| Rank | Nation          | Divers                                                                              | T1     | T2     | T3     | T4     | T5     | T6     | Total  |
| ---- | --------------- | ----------------------------------------------------------------------------------- | ------ | ------ | ------ | ------ | ------ | ------ | ------ |
| 1    | Італія          | Едуард Тімбретті Гугіу Сара Джодойн Ді Марія Андреас Саргент Ларсен К'яра Пеллакані | 58.50  | 63.00  | 66.00  | 72.00  | 75.85  | 67.20  | 402.55 |
| 2    | Україна         | Ксенія Байло Кірілл Болюх Вікторія Кесарь Данило Коновалов                          | 57.00  | 75.25  | 55.50  | 76.80  | 64.00  | 70.50  | 399.05 |
| 3    | Велика Британія | Джеймс Гітлі Ноа Вільямс Андреа Спендоліні-Сіріє Грейс Рід                          | 58.50  | 72.20  | 54.00  | 60.20  | 77.40  | 62.40  | 384.70 |
| 4    | Іспанія         | Валерія Антоліно Альберто Аревало Карлос Камачо Росіо Велазкес                      | 58.80  | 79.80  | 54.00  | 40.60  | 72.00  | 68.80  | 374.00 |
| 5    | Німеччина       | Тімо Бартель Елена Вассен Лоу Массенберг Тіна Пунцель                               | 58.50  | 63.00  | 69.75  | 64.00  | 49.50  | 62.40  | 367.15 |
| 6    | Франція         | Жуль Боєр Джейд Жілле Наїс Жілле Ґері Гант                                          | 29.40  | 78.75  | 54.60  | 51.30  | 51.80  | 51.30  | 317.15 |